# 26 Capricorni
26 Capricorni är en orange jätte i stjärnbilden Stenbocken.
26 Capricorni har visuell magnitud +6,74 och kräver fältkikare för att kunna observeras. Den befinner sig på ett avstånd av ungefär 570 ljusår.